# Роквер, Ноэль
Ноэ́ль Рокве́р (фр. Noël Roquevert, настоящая фамилия — Беневан (фр. Bénévent); 18 декабря 1892, Дуэ-ла-Фонтен, Мен и Луара — 6 ноября 1973, Дуарнене, Финистер) — французский актёр. Обладая острохарактерной внешностью, играл проходимцев, подлецов, бандитов и недалёких представителей закона, причём в фильмах разного жанра.

## Фильмография
- 1936 — Тарас Бульба / Tarass Boulba
- 1940 — Небесные музыканты / Les Musiciens du ciel
- 1942 — Фантастическая симфония / La symphonie fantastique
- 1943 — Ворон / Le Corbeau
- 1947 — Антуан и Антуанетта
- 1949 — Геклен
- 1950 — Отнеситесь с недоверием к блондинкам / Méfiez-vous des blondes
- 1950 — Правосудие свершилось
- 1951 — Моя жена великолепна
- 1952 — Фанфан-Тюльпан
- 1953 — Капитан Туфля (другое название «Капитан Болван»)
- 1953 — Мой братишка из Сенегала
- 1954 — Граф Монте-Кристо / Le Comte de Monte-Cristo
- 1954 — Дьяволицы
- 1955 — Банда отца
- 1955 — Баран с пятью ногами
- 1955 — Невыносимый господин Болтун
- 1957 — Парижанка
- 1958 — Закон есть закон
- 1959 — Мари-Октябрь
- 1959 — Некоторым нравится похолоднее
- 1960 — Француженка и любовь
- 1961 — Дьявол и десять заповедей
- 1961 — Картуш
- 1961 — Убийца из телефонного справочника / L'assassin est dans l'annuaire
- 1962 — Железная маска
- 1962 — Обезьянка зимой
- 1962 — Парижские тайны
- 1962 — Счастливчики
- 1962 — Пусть никто не выходит / Que personne ne sorte
- 1962 — Как преуспеть в любви / Comment réussir en amour
- 1963 — Благородный Станислас, секретный агент / L'Honorable Stanislas, agent secret
- 1964 — Барбузы — секретные агенты
- 1965 — Трудный возраст / L'Âge ingrat
- 1965 — Анжелика в гневе (другое название «Великолепная Анжелика»)
- 1965 — Золото герцога / L'Or du duc
- 1966 — Ресторан господина Септима
- 1966 — Демаркационная линия / La Ligne de démarcation
- 1971 — Квентин Дорвард (мини-сериал) / Quentin Durward
- 1972 — Пожизненная рента / Le Viager